# Robin Haase
Robin Haase  (* 6. dubna 1987 Haag) je nizozemský profesionální tenista. Na grandslamu prohrál finále čtyřhry Australian Open 2013 v páru s krajanem Igorem Sijslingem. Ve své dosavadní kariéře na okruhu ATP Tour vyhrál dva singlové a devět deblových turnajů. Na challengerech ATP a okruhu ITF získal patnáct titulů ve dvouhře a čtrnáct ve čtyřhře.
Na žebříčku ATP byl ve dvouhře nejvýše klasifikován v červenci 2012 na 33. místě a ve čtyřhře v květnu 2023 na 29. místě. Trénuje ho Raymond Knaap.
V nizozemském daviscupovém týmu debutoval v roce 2006 světovou baráží proti Česku, v níž podlehl Tomáši Berdychovi a v závěrečné dvouhře porazil Jana Hernycha. Nizozemci odešli poraženi 1:4 na zápasy. Do září 2024 v soutěži nastoupil k dvaceti osmi mezistátním utkáním s bilancí 32–15 ve dvouhře a 10–10 ve čtyřhře.
Nizozemsko reprezentoval na Letních olympijských hrách 2012 v londýnském All England Clubu, kde na úvod dvouhry podlehl Francouzi Gasquetovi. Do mužské čtyřhry zasáhl s Jeanem-Julienem Rojerem. Vypadli však v prvním kole s Indy Paesem a Vardhanem. 
Zúčastnil se také Her XXXI. olympiády v Riu de Janeiru, kde jej v prvním zápase singlové soutěže vyřadil Portugalec João Sousa. Opět s Rojerem zasáhli do mužského debla, v němž na úvod skončili s pozdějšími olympijskými šampiony Rafaelem Nadalem a Marcem Lópezem ze Španělska.

## Finále na Grand Slamu

### Mužská čtyřhra: 1 (0–1)
| Stav      | rok  | turnaj          | povrch | spoluhráč     | soupeři ve finále    | výsledek |
| --------- | ---- | --------------- | ------ | ------------- | -------------------- | -------- |
| Finalista | 2013 | Australian Open | tvrdý  | Igor Sijsling | Bob Bryan Mike Bryan | 3–6, 4–6 |

## Finále na okruhu ATP Tour
| Legenda                       |
| ----------------------------- |
| D – dvouhra; Č – čtyřhra      |
| Grand Slam (0–1 Č)            |
| Turnaj mistrů (0)             |
| ATP Tour Masters 1000 (0–3 Č) |
| ATP Tour 500 (1–2 Č)          |
| ATP Tour 250 (2–3 D; 8–8 Č)   |

### Dvouhra: 5 (2–3)
| Stav      | č. | datum         | turnaj                  | kategorie | povrch    | soupeř ve finále      | výsledek           |
| --------- | -- | ------------- | ----------------------- | --------- | --------- | --------------------- | ------------------ |
| Vítěz     | 1. | srpen 2011    | Kitzbühel, Rakousko     | ATP 250   | antuka    | Albert Montañés       | 6–4, 4–6, 6–1      |
| Vítěz     | 2. | červenec 2012 | Kitzbühel, Rakousko (2) | ATP 250   | antuka    | Philipp Kohlschreiber | 6–7(2–7), 6–3, 6–2 |
| Finalista | 1. | červenec 2013 | Gstaad, Švýcarsko       | ATP 250   | antuka    | Michail Južnyj        | 3–6, 4–6           |
| Finalista | 2. | říjen 2013    | Vídeň, Rakousko         | ATP 250   | tvrdý (h) | Tommy Haas            | 3–6, 6–4, 4–6      |
| Finalista | 3. | červenec 2016 | Gstaad, Švýcarsko       | ATP 250   | antuka    | Feliciano López       | 4–6, 5–7           |

### Čtyřhra: 24 (9–15)
| Stav      | č.  | datum         | turnaj                                | kategorie     | povrch    | spoluhráč               | soupeři ve finále                      | výsledek                   |
| --------- | --- | ------------- | ------------------------------------- | ------------- | --------- | ----------------------- | -------------------------------------- | -------------------------- |
| Finalista | 1.  | červenec 2007 | Amersfoort, Nizozemsko                | International | antuka    | Rogier Wassen           | Juan Pablo Brzezicki Juan Pablo Guzmán | 2–6, 0–6                   |
| Finalista | 2.  | leden 2011    | Čennaí, Indie                         | ATP 250       | tvrdý     | David Martin            | Maheš Bhúpatí Leander Paes             | 2–6, 7–6(7–3), [7–10]      |
| Vítěz     | 1.  | únor 2011     | Marseille, Francie                    | ATP 250       | tvrdý (h) | Ken Skupski             | Julien Benneteau Jo-Wilfried Tsonga    | 6–4, 6–7(4–7), [13–11]     |
| Finalista | 3.  | červen 2011   | Halle, Německo                        | ATP 250       | tráva     | Milos Raonic            | Rohan Bopanna Ajsám Kúreší             | 6–7(8–10), 6–3, [9–11]     |
| Finalista | 4.  | leden 2013    | Australian Open, Melbourne, Austrálie | Grand Slam    | tvrdý     | Igor Sijsling           | Bob Bryan Mike Bryan                   | 3–6, 4–6                   |
| Finalista | 5.  | květen 2014   | Řím, Itálie                           | Masters 1000  | antuka    | Feliciano López         | Daniel Nestor Nenad Zimonjić           | 4–6, 6–7(2–7)              |
| Vítěz     | 2.  | červenec 2014 | Gstaad, Švýcarsko                     | ATP 250       | antuka    | Andre Begemann          | Rameez Junaid Michal Mertiňák          | 6–3, 6–4                   |
| Finalista | 6.  | srpen 2015    | Kitzbühel, Rakousko                   | ATP 250       | antuka    | Henri Kontinen          | Nicolás Almagro Carlos Berlocq         | 7–5, 3–6, [9–11]           |
| Finalista | 7.  | únor 2017     | Marseille, Francie                    | ATP 250       | tvrdý (h) | Dominic Inglot          | Julien Benneteau Nicolas Mahut         | 4–6, 7–6(11–9), [5–10]     |
| Vítěz     | 3.  | leden 2018    | Puné, Indie                           | ATP 250       | tvrdý     | Matwé Middelkoop        | Pierre-Hugues Herbert Gilles Simon     | 7–6(7–5), 7–6(7–5)         |
| Vítěz     | 4.  | únor 2018     | Sofie, Bulharsko                      | ATP 250       | tvrdý (h) | Matwé Middelkoop        | Nikola Mektić Alexander Peya           | 5–7, 6–4, [10–4]           |
| Vítěz     | 5.  | červenec 2018 | Umag, Chorvatsko                      | ATP 250       | antuka    | Matwé Middelkoop        | Roman Jebavý Jiří Veselý               | 6–4, 6–4                   |
| Finalista | 8.  | leden 2019    | Dauhá, Katar                          | ATP 250       | tvrdý     | Matwé Middelkoop        | David Goffin Pierre-Hugues Herbert     | 7–5, 4–6, [4–10]           |
| Finalista | 9.  | duben 2019    | Monte-Carlo, Monako                   | Masters 1000  | antuka    | Wesley Koolhof          | Nikola Mektić Franko Škugor            | 7–6(7–3), 6–7(3–7), [9–11] |
| Vítěz     | 6.  | červenec 2019 | Umag, Chorvatsko                      | ATP 250       | antuka    | Philipp Oswald          | Oliver Marach Jürgen Melzer            | 7–5, 6–7(2–7), [14–12]     |
| Finalista | 10. | červenec 2019 | Hamburk, Německo                      | ATP 500       | antuka    | Wesley Koolhof          | Oliver Marach Jürgen Melzer            | 2–6, 6–7(3–7)              |
| Finalista | 11. | srpen 2019    | Montréal, Kanada                      | Masters 1000  | tvrdý     | Wesley Koolhof          | Marcel Granollers Horacio Zeballos     | 5–7, 5–7                   |
| Vítěz     | 7.  | únor 2022     | Rotterdam, Nizozemsko                 | ATP 500       | tvrdý (h) | Matwé Middelkoop        | Lloyd Harris Tim Pütz                  | 4–6, 7–6(7–5), [10–5]      |
| Finalista | 12. | červenec 2022 | Gstaad, Švýcarsko                     | ATP 250       | antuka    | Philipp Oswald          | Tomislav Brkić Francisco Cabral        | 4–6, 4–6                   |
| Vítěz     | 8.  | únor 2023     | Montpellier, Francie                  | ATP 250       | tvrdý (h) | Matwé Middelkoop        | Maxime Cressy Albano Olivetti          | 7–6(7–4), 4–6, [10–6]      |
| Finalista | 13. | květen 2023   | Řím, Itálie                           | Masters 1000  | antuka    | Botic van de Zandschulp | Hugo Nys Jan Zieliński                 | 5–7, 1–6                   |
| Finalista | 14. | červen 2023   | Mallorca, Španělsko                   | ATP 250       | tráva     | Philipp Oswald          | Juki Bhambri Lloyd Harris              | 3–6, 4–6                   |
| Finalista | 15. | únor 2024     | Rotterdam, Nizozemsko                 | ATP 500       | tvrdý (h) | Botic van de Zandschulp | Wesley Koolhof Nikola Mektić           | 3–6, 5–7                   |
| Vítěz     | 9.  | únor 2025     | Montpellier, Francie (2)              | ATP 250       | tvrdý (h) | Botic van de Zandschulp | Tallon Griekspoor Bart Stevens         | 6–7(7–9), 6–3, [10–5]      |

## Tituly na challengerech ATP a okruhu ITF
| Legenda                  |
| ------------------------ |
| Challengery (13 D; 12 Č) |
| ITF (2 D; 2 Č)           |

### Dvouhra (15 titulů)
| Č.  | datum         | turnaj                   | povrch      | poražený finalista | výsledek            |
| --- | ------------- | ------------------------ | ----------- | ------------------ | ------------------- |
| 1.  | listopad 2005 | Aškelon, Izrael          | tvrdý       | Dekel Valtzer      | 6–1, 3–6, 6–2       |
| 2.  | březen 2006   | Rock Forest, Kanada      | tvrdý (h)   | Tyler Cleveland    | 6–4, 6–7(2–7), 6–3  |
| 3.  | listopad 2006 | Nashville, Spojené státy | tvrdý (h)   | Kristian Pless     | 7–6(11–9), 6–3      |
| 4.  | březen 2007   | Wolfsburg, Německo       | koberec (h) | Daniel Brands      | 6–2, 3–6, 6–1       |
| 5.  | březen 2008   | Sunrise, Spojené státy   | tvrdý       | Sébastien Grosjean | 5–7, 7–5, 6–1       |
| 6.  | březen 2010   | Caltanissetta, Itálie    | antuka      | Matteo Trevisan    | 7–5, 6–3            |
| 7.  | červen 2010   | Fürth, Německo           | antuka      | Tobias Kamke       | 6–4, 6–2            |
| 8.  | srpen 2010    | San Marino, San Marino   | antuka      | Filippo Volandri   | 6–2, 7–6(10–8)      |
| 9.  | srpen 2010    | Manerbio, Itálie         | antuka      | Marco Crugnola     | 6–3, 6–2            |
| 10. | září 2010     | Como, Itálie             | antuka      | Ivo Minář          | 6–4, 6–3            |
| 11. | listopad 2014 | La Possession, Réunion   | tvrdý       | Florent Serra      | 3–6, 6–1, 7–5       |
| 12. | květen 2015   | Aix-en-Provence, Francie | antuka      | Paul-Henri Mathieu | 7–6(7–1), 6–2       |
| 13. | září 2015     | Trnava, Slovakia         | antuka      | Horacio Zeballos   | 6–4, 6–1            |
| 14. | červenec 2016 | Scheveningen, Nizozemsko | antuka      | Adam Pavlásek      | 6–4, 6–7(9–11), 6–2 |
| 15. | září 2016     | Sibiu, Rumunsko          | antuka      | Lorenzo Giustino   | 7–6(7–2), 6–2       |

### Čtyřhra (14 titulů)
| Č.  | datum         | turnaj                      | povrch    | spoluhráč        | poražení finalisté                           | výsledek         |
| --- | ------------- | --------------------------- | --------- | ---------------- | -------------------------------------------- | ---------------- |
| 1.  | srpen 2005    | L'Aquila, Itálie            | antuka    | Igor Sijsling    | Frédéric Nussbaum Benjamin-David Rufer       | 6–4, 7–6(10–8)   |
| 2.  | červenec 2006 | Heerhugowaard, Nizozemsko   | antuka    | Dominique Coene  | Martin Emmrich Sven Swinnen                  | 2–6, 6–3, 6–3    |
| 3.  | listopad 2005 | Louisville, Spojené státy   | tvrdý (h) | Igor Sijsling    | Amer Delic Robert Kendrick                   | bez boje         |
| 4.  | srpen 2010    | Cordenons, Itálie           | antuka    | Rogier Wassen    | James Cerretani Adil Shamasdin               | 7–6(16–14), 7–5  |
| 5.  | srpen 2010    | Manerbio, Itálie            | antuka    | Thomas Schoorel  | Diego Junqueira Gabriel Trujillo Soler       | 6–4, 6–4         |
| 6.  | listopad 2010 | Réunion Island, Réunion     | tvrdý     | Mate Pavić       | Jonathan Eysseric Fabrice Martin             | 7–5, 4–6 [10–7]  |
| 7.  | květen 2015   | Aix-en-Provence, Francie    | antuka    | Ajsám Kúreší     | Nicholas Monroe Artem Sitak                  | 6–1, 6–2         |
| 8.  | květen 2015   | Bordeaux, Francie           | antuka    | Thiemo de Bakker | Lucas Pouille Serhij Stachovskyj             | 6–3, 7–5         |
| 9.  | září 2016     | Sibiu, Rumunsko             | antuka    | Tim Pütz         | Jonathan Eysseric Tristan Lamasine           | 6–4, 6–2         |
| 10. | duben 2019    | Sophia Antipolis, Francie   | antuka    | Thiemo de Bakker | Enzo Couacaud Tristan Lamasine               | 6–4, 6–4         |
| 11. | červenec 2022 | Lüdenscheid, Německo        | antuka    | Sem Verbeek      | Fabian Fallert Hendrik Jebens                | 6–2, 5–7, [10–3] |
| 12. | červenec 2022 | Amersfoort, Nizozemsko      | antuka    | Sem Verbeek      | Nicolás Barrientos Miguel Ángel Reyes-Varela | 6–4, 3–6, [10–7] |
| 13. | srpen 2022    | Grodzisk Mazowiecki, Polsko | tvrdý     | Philipp Oswald   | Hugo Nys Fabien Reboul                       | 6–3, 6–4         |
| 14. | říjen 2022    | Alicante, Španělsko         | tvrdý     | Albano Olivetti  | Sandžar Fajzijev Sergej Fomin                | 7–6(7–5), 7–5    |